# Шиловка (Красноуфімський міський округ)
Ши́ловка (рос. Шиловка) — присілок у складі Красноуфімського міського округу (Натальїнськ) Свердловської області.
Населення — 197 осіб (2010, 207 у 2002).
Національний склад станом на 2002 рік: росіяни — 88 %.